# La última hora
La última hora es una serie de televisión de suspenso dramático argentina emitida por la TV Pública. La serie gira en torno a un sicario que es contratado para localizar y asesinar a una víctima específica. Estuvo protagonizada por Daniel Aráoz, Norman Briski, Romina Richi y contó con la actuación estelar de Martín Slipak. Fue estrenada el jueves 15 de septiembre de 2016 y finalizó el 8 de diciembre del mismo año con un total de 12 episodios.

## Sinopsis
Rodión (Daniel Aráoz), es un asesino a sueldo que en cada episodio tendrá una víctima diferente encargada por su jefe (Norman Briski) con el fin de eliminarlas y antes de eso entrará en contacto con la historia de la víctima, a la cual le ofrece un último deseo antes de morir.

## Elenco

### Principal
- Daniel Aráoz como Mariano "Rodión" Smukler
- Norman Briski como Jefe
- Romina Richi como Sonia Lalina
- Martín Slipak como Ivo[n. 1]

### Participaciones
| Episodio 1 - Mex Urtizberea como Wilson Felipeli - Carlos Rivkin como "El Gato" Parada - Germán Romero como Cliente del bar - Gustavo Cordera como Vecino de Wilson - Sofia Ledesma como "Robertita", hija de "Rodión" Episodio 2 - Alberto Ajaka como Alejandro Rovner - Esteban Meloni como Tomás - Natalia D'Alena como Analía - Sabrina Macchi como Bergamota Episodio 3 - Juan Minujín como Popey - Emilia Claudeville como Susana - Germán Romero como "El Gitano" Episodio 4 - Cecilia Rosetto como Norma Reynal - Valentina Bassi como Celeste - Ricardo Merkin como Acoite - Sofía Brito como Tyneiyer - Pedro Di Salvia como Recepcionista - Victoria Saravia como Solange - Javier Bonanno como Gustavo - Enrique Barris como Mozo - Pablo Plandolit como Modo Episodio 5 - Osmar Nuñez como Juan Carlos Dopérico - Marina Artigas como Carolina | Episodio 6 - Roberto Vallejos como Barletta - Paula Sartor como Kira Barbé Aizenberg Episodio 7 - Manuel Callau como Ulises Dubois - Beatriz Spelzini como Susana McDuggan - Jimena Anganuzzi como Nica McDuggan Episodio 8 - Sebastián Mogordoy como "Nervioso" - Gonzalo Llamas Sebesta como "Varicela" - Alain Kortazar como Enrique Perales Domínguez - Uma Saponaro como Nieta del Jefe - Catalina Croci como Tomasita Episodio 9 - Violeta Urtizberea como Mónica - Justina Bustos como Graciela - Guadalupe Docampo como Mey - Jazmín Carballo como Jésica - María Canale como Daniela Aizenberg Episodio 10 - Ailín Salas como Roberta Smukler - Pablo Krenz como Agente inmobiliario Episodio 11 - Osmar Nuñez como Lautaro Bubba - Malena Villa como Sobrina de Lautaro Episodio 12 - Esteban Menis como Dr. Pinto - Julieta Bartolomé como Clienta de Pinto - Ailín Salas como Roberta Smukler |

## Episodios
| N.º | Título                          | Dirigido por  | Escrito por                          | Fecha de emisión original | Audiencia (millones) |
| --- | ------------------------------- | ------------- | ------------------------------------ | ------------------------- | -------------------- |
| 1   | «Los testículos del contador»   | Gastón Portal | Gastón Portal y Javier Castro Albano | 15 de septiembre de 2016  | 0.6                  |
| 2   | «El alma del escritor»          | Gastón Portal | Gastón Portal y Javier Castro Albano | 22 de septiembre de 2016  | 0.4                  |
| 3   | «La adrenalina del anestesista» | Gastón Portal | Gastón Portal y Javier Castro Albano | 29 de septiembre de 2016  | 0.4                  |
| 4   | «Los labios de la actriz»       | Gastón Portal | Gastón Portal y Javier Castro Albano | 13 de octubre de 2016     | 0.9                  |
| 5   | «El corazón del doctor»         | Gastón Portal | Gastón Portal y Javier Castro Albano | 20 de octubre de 2016     | 0.5                  |
| 6   | «Los esfínteres del boxeador»   | Gastón Portal | Gastón Portal y Javier Castro Albano | 27 de octubre de 2016     | 0.4                  |
| 7   | «La inflamación del fugitivo»   | Gastón Portal | Gastón Portal y Javier Castro Albano | 3 de noviembre de 2016    | 0.4                  |
| 8   | «La carne del extranjero»       | Gastón Portal | Gastón Portal y Javier Castro Albano | 10 de noviembre de 2016   | 2.2                  |
| 9   | «La cabeza de novia»            | Gastón Portal | Gastón Portal y Javier Castro Albano | 17 de noviembre de 2016   | 0.4                  |
| 10  | «La memoria de la hija»         | Gastón Portal | Gastón Portal y Javier Castro Albano | 24 de noviembre de 2016   | 0.5                  |
| 11  | «El vientre del arquitecto»     | Gastón Portal | Gastón Portal y Javier Castro Albano | 1 de diciembre de 2016    | 0.5                  |
| 12  | «El páncreas del asesino»       | Gastón Portal | Gastón Portal y Javier Castro Albano | 8 de diciembre de 2016    | 0.5                  |

## Recepción

### Comentarios de la crítica
En una reseña para el diario La voz del interior, Lucas Asmar Moreno destacó el trabajo de Aráoz comentando que con su voz «aterra con ternura», lo cual hace su actuación «descomunal» y mencionó que la serie «se perfila como la revelación televisiva del año». Eduardo Guerreiro del portal Television.com.ar recalcó que la serie presenta un relato impredecible volviéndola «atractiva» y con escenas que «consiguen combinar tensión y una sutil dosis de humor». Y concluyó que «la conjunción de giros inesperados, la extraña e irónica relación entre asesino y víctima, y los planteos filosóficos/existenciales que presentan muchos de los diálogos, hacen de La última hora una miniserie interesante».

### Premios y nominaciones
| Lista de premios y nominaciones | Lista de premios y nominaciones | Lista de premios y nominaciones  | Lista de premios y nominaciones | Lista de premios y nominaciones | Lista de premios y nominaciones | Lista de premios y nominaciones |
| Año                             | Organización                    | Categoría                        | Nominado/a (s)                  | Resultado                       | Ref(s)                          |                                 |
| ------------------------------- | ------------------------------- | -------------------------------- | ------------------------------- | ------------------------------- | ------------------------------- | ------------------------------- |
| 2016                            | Premios Tato                    | Mejor Actor Protagónico en Drama | Daniel Aráoz                    | Nominado                        | [ 19 ]                          |                                 |
| 2016                            | Premios Tato                    | Mejor Actor Protagónico en Drama | Norman Briski                   | Nominado                        | [ 19 ]                          |                                 |
| 2016                            | Premios Tato                    | Mejor Actriz de Reparto          | Violeta Urtizberea              | Nominada                        | [ 19 ]                          |                                 |
| 2016                            | Premios Tato                    | Mejor Actor de Reparto           | Alberto Ajaka                   | Nominado                        | [ 19 ]                          |                                 |